# ジャン・エプシュタイン
- ジャン・エプスタイン
- ジャン・エプスタン
- ジャン・エプステイン

ジャン・エプシュタイン（Jean Epstein、1897年3月25日 ワルシャワ - 1953年4月3日 パリ） は、フランスの映画監督、黎明期の映画理論家。ジャン・エプステインとも。

## 人物・来歴
1897年3月25日、ポーランド・ワルシャワで生まれる。父がフランス人、母がポーランド人。科学をスイスとフランス・リヨンで学ぶ。
1920年、著書『La Poésie d'aujourd'hui, un nouvel état de l'intelligence（今日のポエジー、知性の新しい様相）』を刊行。
1921年、ルイ・ドゥリュックと出逢い、著書『Bonjour cinéma（映画よこんにちは）』を執筆。
1922年、映画会社パテ社（Pathé）と契約し、ナルボンヌとワインについてのドキュメンタリー映画『Les Vendanges（ヴィンテージ）』、偉人伝映画『Pasteur（パストゥール）』で映画作家としてのキャリアをスタートし、つづいて1923年にバルザック原作『L'Auberge rouge（赤い宿屋）』、オリジナルの『Coeur fidèle（誠実な心）』を撮る。
ついでアルバトロス社に入って、『蒙古の獅子』（1924年）、『二重の愛』（1925年）等を制作するが、２年後自らの制作会社を作り、ジョルジュ・サンド原作『Mauprat（モープラ）』（1926年）やエドガー・アラン・ポー原作『アッシャー家の末裔 La Chute de la maison Usher』（1928年）を制作、この２作で映画監督ルイス・ブニュエルは一介の助監督としてエプシュタインについた。
この間の莫大な負債のために、1930年、アベル・ガンス監督『世界の終り La Fin du monde』の助監督を務めたり、1936年、マドレーヌ・ルノー主演『Coeur de gueux（乞食の心）』のような商業的映画を撮る。
その一方で、自主制作に見切りをつけ、新しい映画形態を模索していたエプシュタインは、『Finis terrae（フィニステール）』（1928年）を皮切りに、 ブルターニュ地方や周りの島々の厳しい海の生活を背景に、土地の素人を使ったドキュメンタリー風の映画を撮りはじめる。遺作の短編映画『Les Feux de la mer（海の火）』 （1948年）に至るまでの、「ブルターニュの詩」と呼ばれる９本の作品は、今までと一変して貧しい船乗りたちのぎりぎりの生活から生まれる真実を、迫真の映像と音響で描いている。
1953年4月3日、パリで死去。56歳。
エプシュタインの批評は初期のモダニスト雑誌『レスプリ・ヌーヴォー 』に掲載された。
2005年8月、中篇映画『La Glace à trois faces（三面鏡）』（1927年）と短編映画『Le Tempestaire（The Tempest、テンペスト）』（1947年）がDVDコレクション「Avant-Garde: Experimental Cinema of the 1920s and 1930s」として、米国で再生産・再発売された。エプシュタインの名は、現在シネマテーク・フランセーズの上映ホール名に、アンリ・ラングロワ、ロッテ・アイスナーとともに遺されている。

## 主な監督作
- 蒙古の獅子 Le Lion des Mogols 1924年
- 滴たる血潮 La Goutte de sang 1924年
- 6.5x11 Six et demi, onze 1926年
- アッシャー家の末裔 La Chute de la Maison Usher 1928年 原作エドガー・アラン・ポー
- 海の黄金 L'Or des mers 1931年
- 装へる夜 L'Homme a l'Hispano 1933年

## 註
1. 1 2  英語版Wikipedia Jean Epsteinの項の記述より。